# Pangasinan
Pour la langue, voir Pangasinan (langue).
Pangasinan est une province des Philippines située au nord-ouest de l'île de Luçon et qui fait partie de la région d'Ilocos (Région I).

## Villes et municipalités
Municipalités
- Agno
- Aguilar
- Alcala
- Anda
- Asingan
- Balungao
- Bani
- Basista
- Bautista
- Bayambang
- Binalonan
- Binmaley
- Bolinao
- Bugallon
- Burgos
- Calasiao
- Dasol
- Infanta
- Labrador
- Laoac
- Lingayen
- Mabini
- Malasiqui
- Manaoag
- Mangaldan
- Mangatarem
- Mapandan
- Natividad
- Pozzorubio
- Rosales
- San Fabian
- San Jacinto
- San Manuel
- San Nicolas
- San Quintin
- Santa Barbara
- Santa Maria
- Santo Tomas
- Sison
- Sual
- Tayug
- Umingan
- Urbiztondo
- Villasis

Villes
- Alaminos
- Dagupan
- San Carlos
- Urdaneta